# Retenue collinaire

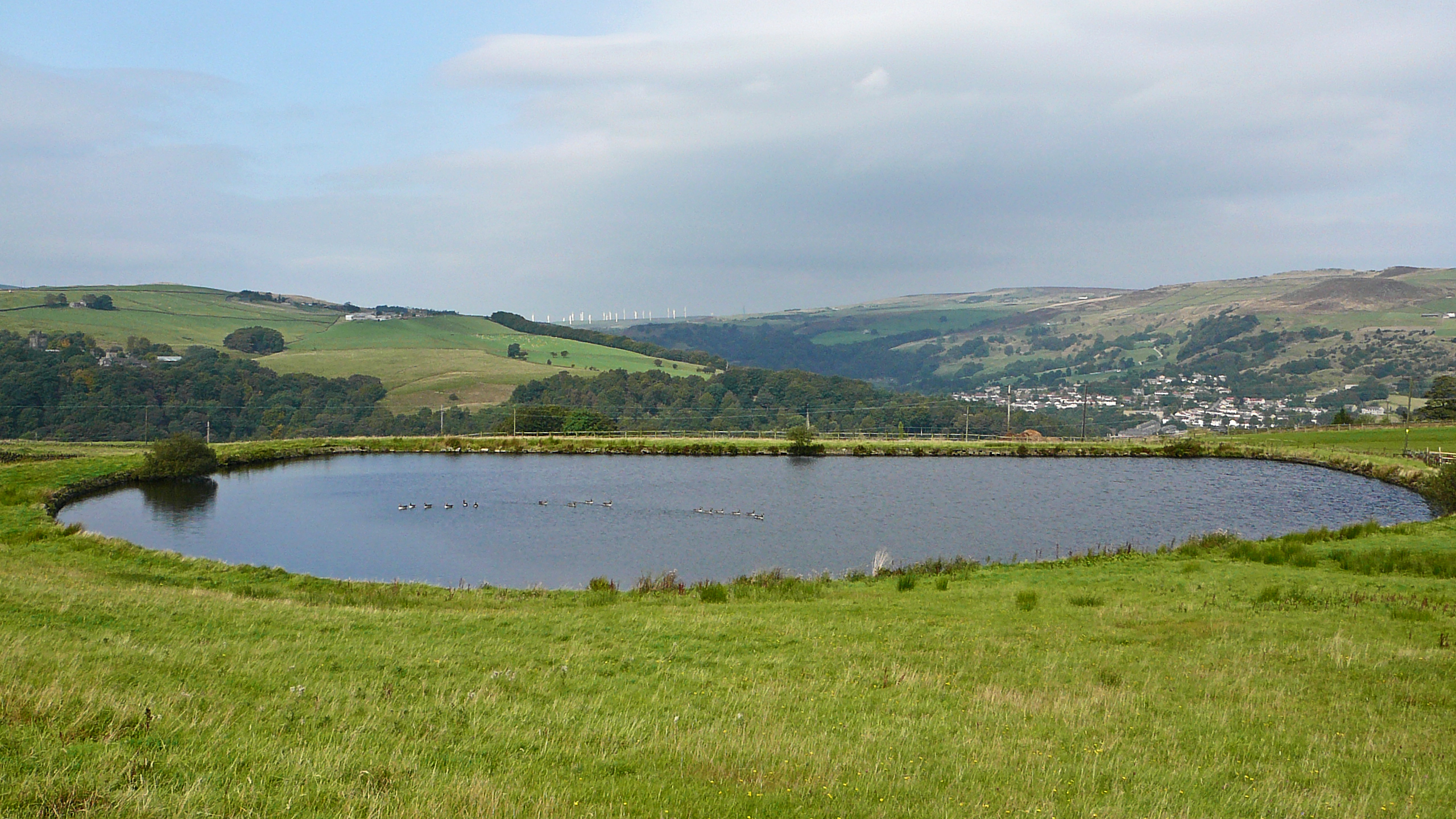
Une petite retenue collinaire au Royaume-Uni.

Les retenues collinaires sont des ouvrages de stockage de l'eau qui sont remplies par les eaux de ruissellement et déconnectés du réseau hydrographique. Elles font partie de lacs artificiels (lacs de barrage) qui sont des lacs de retenue.

## Description
L'ouvrage, constitué d'une digue en terre ou maçonnée permet de retenir l'eau dans un talweg, une combe, un ravin, un vallon et de stocker une part des écoulements d'eaux. Ces eaux sont utilisées ensuite dans les domaines de l'irrigation agricole, les prélèvements des industries, la protection incendie, la production de neige de culture, les loisirs, la pisciculture et l’eau potable.
Au sens strict une retenue collinaire se remplit exclusivement par ruissellement des eaux de surface et de drainage. Dans les faits, certaines retenues, qualifiées de collinaires, sont également remplies par pompage dans un cours ou plan d’eau.
Il existe en France de nombreux petits barrages, mais le volume d'eau stocké peut atteindre plusieurs millions de mètres cubes et la longueur du barrage peut faire plusieurs centaines de mètres : c'est le cas du barrage de la Gimone, localisé entre les départements du Gers et de la Haute-Garonne.